# 森特什区
森特什区（匈牙利語：Szentesi járás），是匈牙利琼格拉德州的一个区，总面积813.84平方公里，总人口41,328人（2011年），人口密度51人/平方公里。中心城市为森特什。

## 市镇
森特什区包含一个城镇、两个大村和5个村庄。